# بيلي مونتيجني
بيلي مونتيجني (بالفرنسية: Billy-Montigny)‏ هي بلدية تقع في إقليم باد كاليه من منطقة نور با دو كاليه في شمال فرنسا. تبلغ مساحة هذه المدينة 2.71 (كم²)، وترتفع عن سطح البحر م، يبلغ عدد سكانها 8104 نسمة حسب إحصاء المعهد الوطني للإحصاء والدراسات الاقتصادية سنة 2009 م. وترأس Bruno Troni البلدية خلال فترة (2008-2014).